# Stare Pole
Stare Pole (Duits: Altfelde) is een dorp in het Poolse woiwodschap Pommeren, in het district Malborski. De plaats maakt deel uit van de gemeente Stare Pole en telt 1834 inwoners.

## Verkeer en vervoer

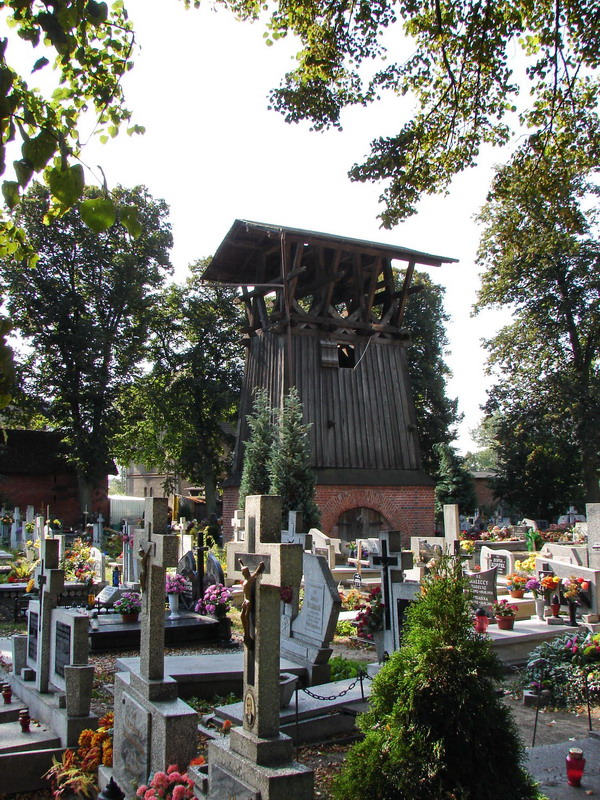
Historische klokkentoren

- Station Stare Pole